# Bengaluru Football Club
Il Bengaluru Football Club è una società calcistica indiana con sede nella città di Bengaluru. Milita nella Indian Super League. Vanta nel palmarès di vari titoli tra cui due vittorie nella I-League, due Coppe della Federazione Indiana, una Indian Super League e una Super Cup.

## Storia
La squadra viene fondata nel gennaio 2013 da alcuni dirigenti dimissionari dei Mumbai Tigers, squadra nata l'anno prima, poi retrocessa nella seconda divisione indiana.
Il 1º luglio 2013 Ashley Westwood viene nominato allenatore, ottenendo ottimi risultati che culminano nella vittoria della I-League, nonostante la squadra fosse al debutto nel campionato di calcio indiano.
Nella stagione 2015-2016 vincono per la seconda volta la I-League. Dalla stagione 2017, entrano a far parte delle 10 squadre che parteciparenno alla nuova stagione nell'Indian Super League.
Nella loro prima stagione dell'ISL concludono al 1º posto nella stagione regolare, venendo tuttavia battuti in finale dal Chennaiyin per 3-2 perdendo l'opportunità di vincere il loro primo titolo di questa competizione. Nonostante la finale fallita dell'ISL riescono a vincere il primo titolo dell'edizione inaugurale della Super Cup del 2018.

## Strutture

### Stadio
Il Bengaluru FC gioca le partite casalinghe allo Sree Kanteerava Stadium, che ha una capienza di 40 000 posti. Durante la prima stagione della squadra, però, l'impianto principale è stato il Bangalore Football Stadium (15 000 posti di capienza).

## Società

### Sponsor
| Cronologia degli sponsor tecnici - 2013-2014 Non presente - 2014-oggi Puma | Cronologia degli sponsor ufficiali - 2013-oggi JSW Group |

## Palmarès

### Competizioni nazionali
- I-League: 2

2013-2014, 2015-2016
- Coppa della Federazione indiana: 2

2014-2015, 2016-2017
- Hero Super Cup: 1

2018
- Indian Super League: 1

2018-2019
- Durand Cup: 1

2022

### Altri piazzamenti
- I-League:

Secondo posto: 2014-2015
- Coppa dell'AFC:

Finalista: 2016
Semifinalista: 2018

## Organico

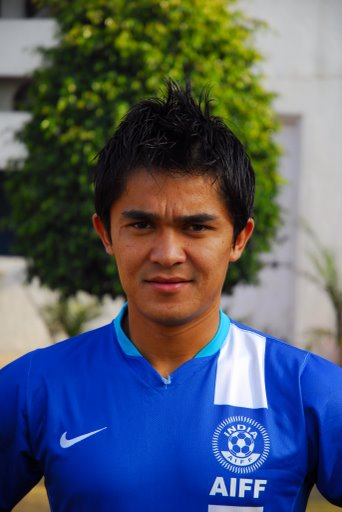
Sunil Chhetri, il primo capitano del Bengaluru

### Rosa
| N. |                      | Ruolo | Calciatore            |
| -- | -------------------- | ----- | --------------------- |
|    | India (bandiera)     | P     | Gurpreet Singh Sandhu |
|    | Australia (bandiera) | D     | Aleksandar Jovanović  |
|    | India (bandiera)     | D     | Chinglensana Singh    |
|    | India (bandiera)     | D     | Jessel Carneiro       |
|    | India (bandiera)     | D     | Nikhil Poojari        |
|    | India (bandiera)     | D     | Chingambam Sing       |
|    | India (bandiera)     | D     | Mohamed Salah         |
|    | India (bandiera)     | C     | Amay Morajkar         |
|    | India (bandiera)     | C     | Naorem Roshan Singh   |
|    | India (bandiera)     | C     | Robin Yadav           |
|    | India (bandiera)     | C     | Lalremtluanga Fanai   |
|    | India (bandiera)     | C     | Harsh Patre           |

| N. |                      | Ruolo | Calciatore           |
| -- | -------------------- | ----- | -------------------- |
|    | India (bandiera)     | C     | Ajay Chhetri         |
|    | India (bandiera)     | C     | Parag Shrivas        |
|    | Australia (bandiera) | C     | Ryan Dale Williams   |
|    | India (bandiera)     | C     | Suresh Singh Wangjam |
|    | India (bandiera)     | C     | Namgyal Bhutia       |
|    | India (bandiera)     | A     | Sunil Chhetri        |
|    | India (bandiera)     | A     | Holicharan Narzary   |
|    | India (bandiera)     | A     | Rohit Danu           |
|    | India (bandiera)     | A     | Ashish Jha           |
|    | India (bandiera)     | A     | Salam Johnson Singh  |
|    | India (bandiera)     | A     | Sivasakthi Narayanan |
|    | India (bandiera)     | A     | Monirul Molla        |

### Staff tecnico
- Gerard Zaragoza - Allenatore
- Sebastián Vega - Assistente allenatore
- Renedy Singh - Assistente allenatore
- David Preece - Allenatore portieri
- Diwakar Manohar - Preparatore fitness
- Albert Roca - Consulente tecnico